# プラシャ郡区 (アイオワ州アデア郡)
プラシャ郡区（英語：Prussia Township）は、アメリカ合衆国アイオワ州アデア郡にある17の郡区の一つである。2000年の国勢調査では人口212人。

## 地理
プラシャ郡区の面積は91.9平方キロメートル（35.48平方マイル）で、郡区内に基礎自治体はない。アメリカ地質調査所によると、この郡区にはに2つの墓地がある（Immanuel LutheranおよびPrussia）。